# 고재근
고재근(1977년 9월 15일 ~ )은 대한민국의 트로트 가수이다.

## 학력
- 서울예술대학 연극과

## 음반

### 정규
- 1집 SONG&POEMS IN MY HEART (2001년)

### 싱글
- Y3650... (2012년)
- 2nd Single Album (2014년)
- 이제야 말한다 (2014년)
- 그녀가 없네요 (2016년)
- 골목길 (2018년)

### 트로트

#### 싱글
- 사랑의 카우보이(2020년)

## 출연작품

### 드라마
- 1999년 SBS 드라마스폐셜 《해피투게더》 (특별출연)
- 1999년 SBS 일일시트콤 《순풍산부인과》 (특별출연)

### 예능
- 2016년 JTBC 《투유 프로젝트 - 슈가맨》
- 2017년 MBC 《미스터리 음악쇼 복면가왕》
- 2017년 MBC 《황금어장 라디오스타》
- 2018년 SBS 《백종원의 골목식당》
- 2018년 KBS2 《해피투게더》
- 2020년 TV 조선 《미스터트롯》
- 2017년/2020년 KBS 2TV-불후의 명곡 출연[1][2]
- 2020년 KBS-노래가 좋아 게스트[3]
- 2017년 MBC-라디오스타 게스트[4]
- 2018년 MBC 에브리원-비디오스타 게스트[5]

### 뮤지컬
- 2009년 《영웅을 기다리며》 - 사스케 역
- 2009년 《스켈라두》 - 이수민 역
- 2010년 《두드림 러브 시즌2》 - 명훈 역
- 2010년 《남한산성》 - 인조 역